# 猿田祐嗣
猿田 祐嗣（さるた ゆうじ、1957年9月4日 - ）は、日本の教育学者、国立教育政策研究所名誉所員。

## 来歴
茨城県日立市生まれ。専門は科学教育。IEA（国際教育到達度評価学会）のTIMSS（国際数学・理科教育動向調査）やOECD（経済協力開発機構）のPISA（生徒の学習到達度調査）等に国内調査責任者として携わり、日本の子どもたちの学力向上のための教育施策に資する調査データを提供するとともに、日本科学教育学会や日本理科教育学会において副会長や理事を歴任し、学会の発展に寄与する。
1976年広島県立呉三津田高等学校卒業。1980年広島大学理学部物性学科卒業、1985年同大学院教育学研究科博士課程後期中退、2010年「論理的思考に基づいた科学的表現力に関する研究－TIMSS及びPISA調査の分析を中心に－」で博士(教育学)（広島大学）。
1985年国立教育研究所科学教育研究センター研究員・主任研究官・物理教育研究室長、2001年国立教育政策研究所教育課程研究センター基礎研究部総括研究官、総合研究官（基礎研究部・副部長を併任）。2013年国立教育政策研究所を退職し、國學院大學人間開発学部教授として4年間、小学校教員養成に従事（2015年から2年間は同大学同学部初等教育学科代表を務める）。2017年国立教育政策研究所教育課程研究センター基礎研究部部長（2020年まで初等中等教育研究部部長を併任）に復職し、2021年定年退職、名誉所員・客員研究員。

## 著書

### 単著
- 『論理的思考に基づいた科学的表現力に関する研究－TIMSS及びPISA調査の分析を中心に－』東洋館出版社, 2012.2

### 監修
- 『TIMSS2011理科教育の国際比較－国際数学・理科教育動向調査の2011年調査報告書－』明石書店, 2013.8
- 『生きるための知識と技能７ OECD生徒の学習到達度調査（PISA）2018年調査結果報告書』明石書店, 2019.12

### 共著書
- 『理科の「授業」をどうつくるか 新しい理科授業論』(シリーズ・日本型理科教育 第4巻) 日置光久共編著. 東洋館出版社, 2007.4
- 『フィンランドの理科教育 高度な学びと教員養成』鈴木誠編著, 池田文人,永井かおり, 西島徹,古屋光一共著. 明石書店, 2007.10
- 'TIMSS 2007 Encyclopedia: A Guide to Mathematics and Science Education Around the World, Volumes 1 : Japan' Hanako SENUMA共編著. Lynch School of Education,Boston College, 2008.12
- 『思考と表現を一体化させる理科授業－自らの言葉で問いを設定して結論を導く子どもを育てる－』中山迅共編著. 東洋館出版社, 2011.11
- 'Science Education Research and Practice in East Asia: Trends and Perspectives' Manabu SUMIDA,Yumi INADA,Shu-Fen LIN共編著. Higher Education Publishing,Taipei, 2016.5
- 『福岡発!資質・能力が育つ理科学習指導の展開と評価 若さあふれる理科教師のチャレンジ授業』鳴川哲也監修, 日置光久,谷友雄共編著. ぎょうせい, 2020.5

### 翻訳
- ドミニク・S.ライチェン, ローラ・H.サルガニク編著『キー・コンピテンシー 国際標準の学力をめざして OECD DeSeCo コンピテンシーの定義と選択』立田慶裕監訳,今西幸蔵, 岩崎久美子,名取一好, 野村和,平沢安政共訳.明石書店．2006.5
- OECD編著『PISA2006年調査 評価の枠組み』共訳．ぎょうせい，2007.7